# Reichsgräfin Gisela

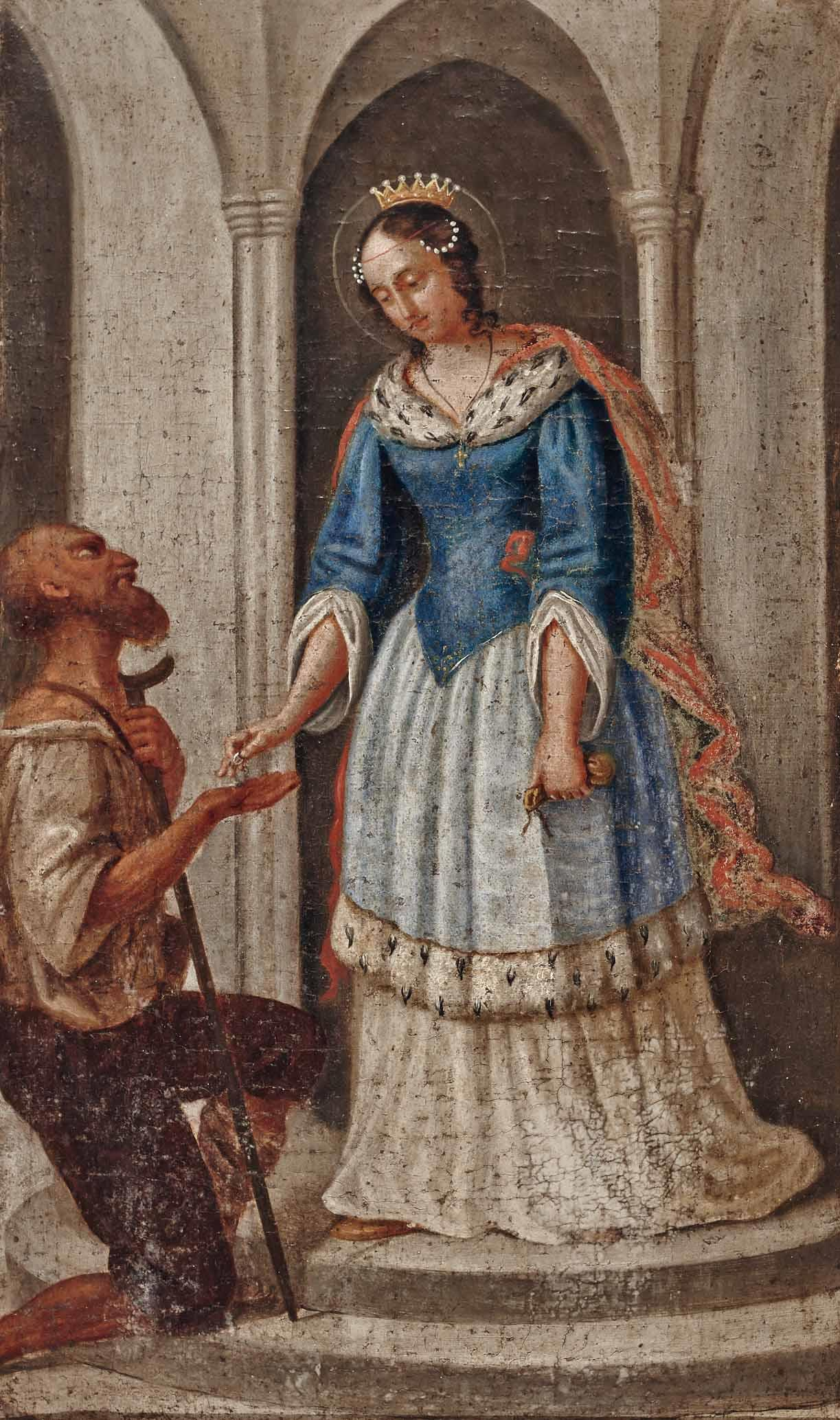
In Kapitel 25 wird Gisela mit Elisabeth von Thüringen verglichen, die ein Sinnbild tätiger Nächstenliebe war.

Reichsgräfin Gisela ist ein Roman (Entwicklungs-, Familien-, Liebesroman), den Eugenie Marlitt 1869 in der Familienwochenschrift Die Gartenlaube veröffentlichte (Hefte 1–32). Die Buchausgabe folgte noch im selben Jahr im Verlag des Herausgebers der Gartenlaube, Ernst Keil. Die Illustrationen der Buchausgabe besorgte Julius Kleinmichel.
Der Roman erzählt die Geschichte der jungen Gisela Gräfin Sturm, die als Kind ein von ihrer Großmutter auf unredliche Weise erworbenes Vermögen erbt und später in die Schusslinie zweier tödlich widerstreitender Parteien gerät: Auf der einen Seite steht ihr Stiefvater, der es selbst auf das Vermögen abgesehen hat, und auf der anderen der mysteriöse Portugiese Oliveira, der darum kämpft, die Gerechtigkeit wieder herzustellen.

## Handlung

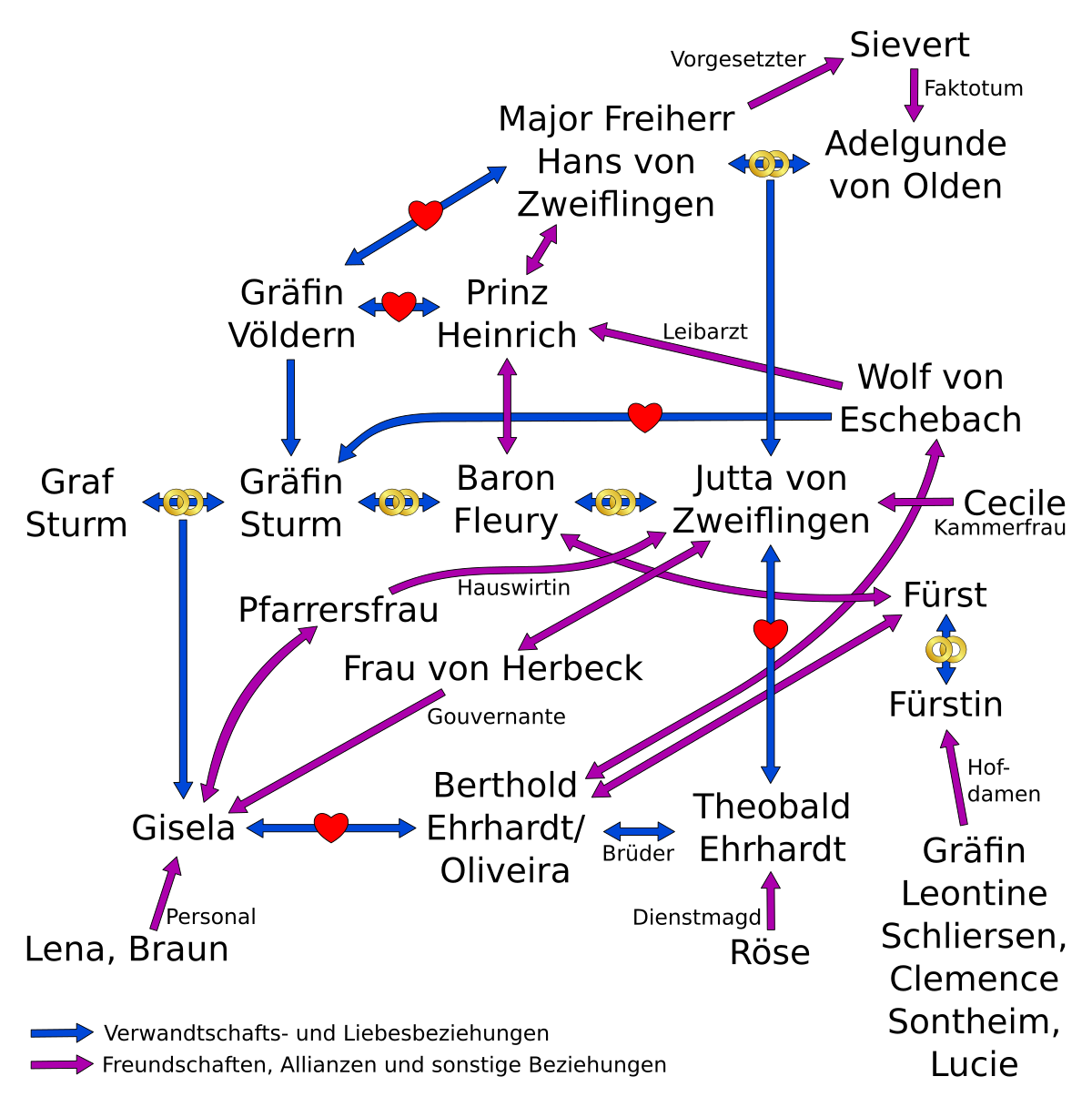
Die Figurenbeziehungen im Roman sind neben denen von Das Haideprinzeßchen die komplexesten, die Marlitt sich jemals ausgedacht hat.

Ort der Handlung ist zunächst der fiktive Ort Neuenfeld im Thüringer Wald, die Zeit die 1850er Jahre.
Kapitel 1–9. Vorgeschichte: Heinrich, Prinz von A. hatte eine Geliebte, die schöne Gräfin Völdern, die er, obwohl sie verheiratet war, auch zu seiner Alleinerbin eingesetzt hatte. Mit dem Fürstenhaus, dem er entstammte, war er darum in Feindschaft geraten. Gewissensbisse kamen ihm erst kurz vor seinem Tode: Die Geliebte wurde verstoßen, das Testament revidiert, und ein Vertrauter des Prinzen, Baron Fleury, als Friedensbote zum Fürstenhof entsandt. Unter mysteriösen Umständen kam dieser jedoch nicht an sein Ziel, und unter ebenso mysteriösen Umständen verschwand auch das revidierte Testament. Gräfin Völdern wurde zu einer reichen Frau und Baron Fleury wurde beim Fürsten Minister.
Am Beginn der eigentlichen Romanhandlung stehen die Ereignisse in drei Familien: den Ehrhardts, den von Zweiflingen und den Fleury.
Theobald Ehrhardt ist Hüttenmeister einer bedeutenden Gießerei. Bei ihm lebt sein jüngerer Bruder, der Student Berthold. Aus Brasilien erhalten die Brüder einen Brief von Herrn von Eschebach. Dieser war bei dem Prinzen Heinrich Leibarzt, nach dessen Tod aber unter mysteriösen Umständen ausgewandert und reich geworden. Da Eschebach keine Kinder hat und mit den Eltern der Brüder Ehrhardt befreundet war, bittet er darum, dass einer von ihnen nach Brasilien kommen möge, um seine Unternehmungen als Erbe fortzuführen. Berthold ist aber gerade an Typhus erkrankt und Theobald muss ihn pflegen; also wird aus der Reise nichts.
Das als Jagdschloss erbaute „Waldhaus“ gehört den Herren von Zweiflingen, deren letzter männlicher Vertreter, Major Freiherr Hans von Zweiflingen, ein Vertrauter von Prinz Heinrich und nach dessen Tod der Geliebte der Gräfin Völdern war. Jetzt leben im Waldhaus die blinde, kranke Adelgunde, die Witwe des Majors, und die gemeinsame Tochter Jutta. Jutta ist mit dem (bereits erwähnten) Hüttenmeister Theobald Ehrhardt verlobt. Während eines Schneesturms stranden beim Waldhaus Fremde mit ihrer Kutsche und bitten um Einlass. Es handelt sich um den (ebenfalls bereits erwähnten) Minister Fleury, der gemeinsam mit seiner 6-jährigen Stieftochter Gisela und deren Gouvernante Frau von Herbeck unterwegs ist. Gisela ist Vollwaise. Durch ihren leiblichen Vater ist sie eine Gräfin von Sturm, und durch ihre Mutter – die einzige Tochter der Gräfin Völdern – die Erbin des Völderschen Vermögens.
Adelgunde von Zweiflingen gibt Fleury die Schuld an der Untreue ihres verstorbenen Mannes und gerät über die persönliche Begegnung mit dem Erzfeind so in Erregung, dass sie stirbt. Ihre Tochter Jutta jedoch schließt mit Frau von Herbeck Freundschaft und hält diese auch aufrecht, als Fleury sich mit ihr und Gisela in Schloss Arnsberg niederlässt. Wie es um die Charaktere der neuen Freundinnen bestellt ist, offenbart sich in aller Klarheit, als die mutterlos gewordene Jutta in den bescheidenen Haushalt des örtlichen Pfarrers übersiedelt. Für diesen und für seine Frau ist Christentum nicht eine Frage von Lippenbekenntnissen, sondern von Liebe, die tatsächlich gelebt wird, was sich vor allem in ihrem sehr warmen Familienleben zeigt. Während Gisela, die von ihrer Gouvernante bisher zu Herzenskälte und Dünkel erzogen wurde, im Pfarrhaus emotional zu erwachen beginnt, sind Jutta und Frau von Herbeck im Gegenteil abgestoßen. Jutta fühlt sich zu Höherem berufen und Frau von Herbeck empfiehlt sie der Fürstin von A. als Hofdame. Infolgedessen kommt es zwischen Jutta und ihrem Verlobten Theobald zum Bruch.
Weil eine Brücke bricht, stürzt Theobalds Bruder Berthold in einen Fluss. Theobald springt ihm nach und kann Berthold retten, ertrinkt dabei aber selbst. Ein Jahr später heiraten Jutta und Fleury.
Kapitel 10–24. Elf Jahre nach der erneuten Heirat ihres Stiefvaters ist Gisela zu einer jungen Frau herangewachsen. Sie lebt jetzt auf ihrem ererbten Gut Greinsfeld. Da sie als schwer nervenleidend gilt, ist Frau von Herbeck weiterhin ständig um sie. Sonderbarerweise geht es ihr, als sie auf eigene Faust ihre Medikamente absetzt, aber plötzlich besser. Auch beginnt sie gegen ihre Erziehung zu rebellieren und bietet auch ihrem Stiefvater Paroli, indem sie dem von Fleury vorzeitig pensionierten Pfarrer in Greinsfeld eine neue Pfarrstelle gibt.
Die Gießerei hat einen neuen Eigentümer, unter dessen Leitung sie bemerkenswert erfolgreich geworden ist: den geheimnisvollen Brasilianer Oliveira, der nach langer Unsichtbarkeit schließlich in Person anreist und das „Waldhaus“ bezieht. Oliveira hält zu den Einheimischen Abstand, darum hält Gisela ihn anfangs für gefühllos und grausam. Als sie dann entdeckt, dass er sich im Gegenteil vielfältigen wohltätigen Unternehmungen widmet, beginnt sie, es ihm gleichzutun. Dabei verlieben sie sich, finden aufgrund von Missverständnissen zunächst aber noch nicht zusammen. Besonders schwierig ist die Situation für Oliveira, denn er ist nur zu einem einzigen Zweck nach Deutschland gekommen: um der Welt eine bestimmte Mitteilung zu machen, die Gisela, wie er nun fürchtet, sehr große Nachteile bringen wird.
Kapitel 25. Fleury schockiert Gisela mit der Mitteilung, dass ihre Großmutter, die Gräfin Völdern, nicht – wie man Gisela bis dahin stets weisgemacht hatte – eine wunderbare Frau war, sondern eine Betrügerin, die sich das Erbe des Prinzen Heinrich unrechtmäßig angeeignet hat. Dann behauptet er, Giselas Mutter, die unter dieser Familienschuld sehr gelitten habe, habe bestimmt, dass Gisela zur Sühne ins Kloster gehen solle. Auch habe die Mutter gewünscht, dass Fleury, um den Schein zu wahren, zum Alleinerben eingesetzt werden solle. Gisela beginnt zu ahnen, dass Fleury es von Anfang an nur auf das Vermögen abgesehen hatte.
Kapitel 26–30. Als der Fürst alle Beteiligten zu einem großen Waldfest einlädt, ist für Oliveira endlich die Gelegenheit gekommen, der Welt die Mitteilung zu machen, auf die er sich so lange vorbereitet hat: Er ist keineswegs der „Portugiese“, für den alle ihn halten, sondern kein anderer als Berthold Ehrhardt. Nach dem Tode seines Bruders hatte er Herrn von Eschebachs Einladung angenommen und war nach Brasilien gegangen, wo Eschebach ihm kurz vor seinem Tod ein umfassendes Geständnis gemacht hatte: Die Gräfin Völdern hatte sich Prinz Heinrichs Erbe auf betrügerische Weise verschafft. Um das revidierte Testament aus dem Wege schaffen zu können, hatte die Gräfin Völdern den Major von Zweiflingen verführt. Baron Fleury, der Drahtzieher hinter allem Übel, hatte die Versöhnung des Prinzen mit dem Fürstenhaus absichtlich verhindert. Eschebach selbst hatte sich mit seinem Anteil des erbeuteten Geldes nach Brasilien abgesetzt, wobei für die Entscheidung, Deutschland den Rücken zu kehren, auch seine unerwiderte Liebe zur Tochter der Gräfin Völdern eine Rolle gespielt hat.
Als unwiderlegbaren Beweis für die Richtigkeit seiner Darstellung kann Oliveira-Berthold dem Fürsten die Zweitschrift des revidierten Testaments vorlegen. Gisela weiß längst, dass sie moralisch keinen Anspruch auf ihr Erbe erheben kann und erklärt, zugunsten des Fürstenhauses auf ihr Vermögen zu verzichten.
Kapitel 31–32. Gisela und Berthold werden ein Paar. Damit Gisela nicht ganz leer ausgeht, bietet der Fürst an, Berthold für seine Verdienste um die Wirtschaft zu adeln, Berthold lehnt jedoch ab. Fleury wird von seiner Frau verstoßen und erschießt sich.

## Rezeption
Regisseur Georg Victor Mendel hat 1918 nach einem Drehbuch von Josef Richards für die Berliner National Filmgesellschaft AG eine Stummfilmadaption des Romans inszeniert. In den Hauptrollen waren Grete Reithofer (Gisela), Paul Rainer (Berthold), Theodor Burghardt (Fleury) und Else Roscher (Jutta) zu sehen.

## Ausgaben (Auswahl)
- Reichsgräfin Gisela. Atlas-Verlag, Köln 1958.
- Reichsgräfin Gisela. Eduard Kaiser Verlag, Klagenfurt 1975.
- Reichsgräfin Gisela. Xenos, Hamburg 1976, ISBN 978-3-596-21555-3.
- Reichsgräfin Gisela. Melchert, Hamburg 1984, ISBN 978-3-87152-124-9.
- Reichsgräfin Gisela. Neuer Kaiser Verlag, Klagenfurt 1992.
- Reichsgräfin Gisela. Kelter, 1993.
- Reichsgräfin Gisela. Create Space, 2015, ISBN 978-1-5084-0513-9.
- Reichsgräfin Gisela. Audible, 2016 (Hörbuch, gelesen von Gabriele Blum).

In anderen Sprachen
- Countess Gisela. J. B. Lippincott, Philadelphia 1869.